# Advanced Gas-cooled Reactor
Der Advanced Gas-cooled Reactor (AGR) ist ein Kernreaktortyp aus der Gruppe der gasgekühlten graphitmoderierten Reaktoren. 
AGRs sind eine Weiterentwicklung der in den 1950er Jahren in Großbritannien entwickelten und kommerziell eingesetzten Magnox-Reaktoren. Um höhere Leistungsdichten und Kühlmittelaustrittstemperaturen zu ermöglichen als bei den Magnox-Reaktoren, sind die Hüllrohre der Brennelemente aus rostfreiem Stahl statt Magnesiumlegierung (Magnox). Um den größeren Einfangquerschnitt des Hüllmaterials auszugleichen, benötigt der AGR leicht angereichertes Urandioxid statt Uranmetall als Brennstoff. Der erste britische „Windscale AGR“ (WAGR) ging 1963 in Betrieb.
Oft – vor allem in der englischsprachigen Literatur – werden auch die inzwischen stillgelegten UNGG-Reaktoren in Frankreich zu den AGR gezählt, da der Aufbau dieser Reaktoren sehr ähnlich dem der britischen AGR ist. Diese Reaktortypen werden in diesem Artikel nicht behandelt.

## Technische Merkmale
Neben den in der Infobox genannten Merkmale weist ein AGR folgende Eigenschaften auf:
- Hüllmaterial des Brennstoffs: rostfreier Edelstahl
- Spezifisches Uraninventar: ca. 170 t Uran pro GW elektrischer Leistung
- Druck: ca. 40 bar
- Temperatur: ca. 650 °C

## Verwendung
Standorte von AGR liegen nur im Vereinigten Königreich: Dungeness B, Hartlepool, Heysham, Hinkley Point B, Hunterston B, Torness und Windscale.